# Samowo
Samowo – wieś w północno-zachodniej Polsce, położona w województwie zachodniopomorskim, w powiecie kołobrzeskim, w gminie Kołobrzeg.
Do Samowa dochodzi droga powiatowa nr 0254Z o długości 2,7 km z Sarbi.